# Amalia d'Assia-Darmstadt
Amalia Federica d'Assia-Darmstadt (Prenzlau, 20 giugno 1754 – Bruchsal, 21 giugno 1832) fu una principessa del langraviato d'Assia-Darmstadt e principessa ereditaria di Baden per matrimonio.

## Biografia

### Infanzia

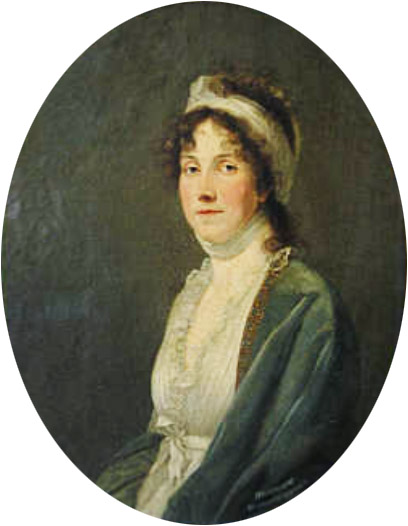
Amalia in giovane età

La principessa nacque a Prenzlau, dove il padre era di stanza a servizio del regno di Prussia, e venne allevata dalla madre, soprannominata "la Grande Langravia", nella città di Bouxwiller. Nel 1772 fece un viaggio a San Pietroburgo con la madre e le sorelle Guglielmina e Luisa. Lo scopo era quello di consentire allo zarevic Paolo di poter scegliere la sua futura sposa tra le principesse d'Assia-Darmstadt. La scelta cadde infine su Guglielmina che, ribattezzata Natalia dopo la sua conversione alla fede ortodossa, divenne la prima moglie di Paolo.

### Matrimonio

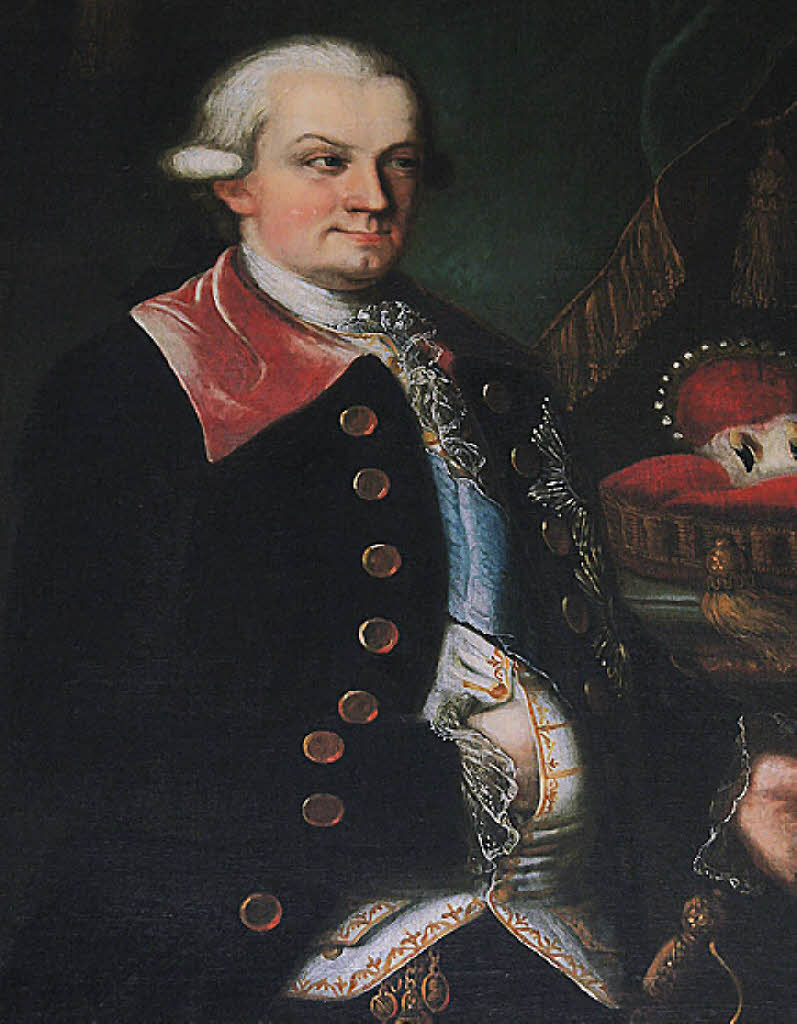
Carlo Luigi di Baden in un ritratto del 1782

Sposò il suo cugino di primo grado Carlo Luigi di Baden il 15 luglio 1775. Questi era il figlio del margravio Carlo Federico di Baden (che nel 1803, dopo la sua morte, divenne Elettore e nel 1806 primo granduca di Baden) e di Carolina Luisa d'Assia-Darmstadt, figlia di Luigi VIII d'Assia-Darmstadt. In un primo momento Amalia si trovò a disagio nella sua nuova patria. I rapporti con sua suocera, che era nel contempo sua zia, non erano molto buoni. Inoltre Amalia si lamentava della freddezza del margravio Carlo Federico e del comportamento infantile del marito. Inoltre nella corte di Karlsruhe ella non trovava quella brillantezza e quel decoro che aveva avuto modo di conoscere ed apprezzare nelle corti di Prussia e di Russia.

### Vita a corte

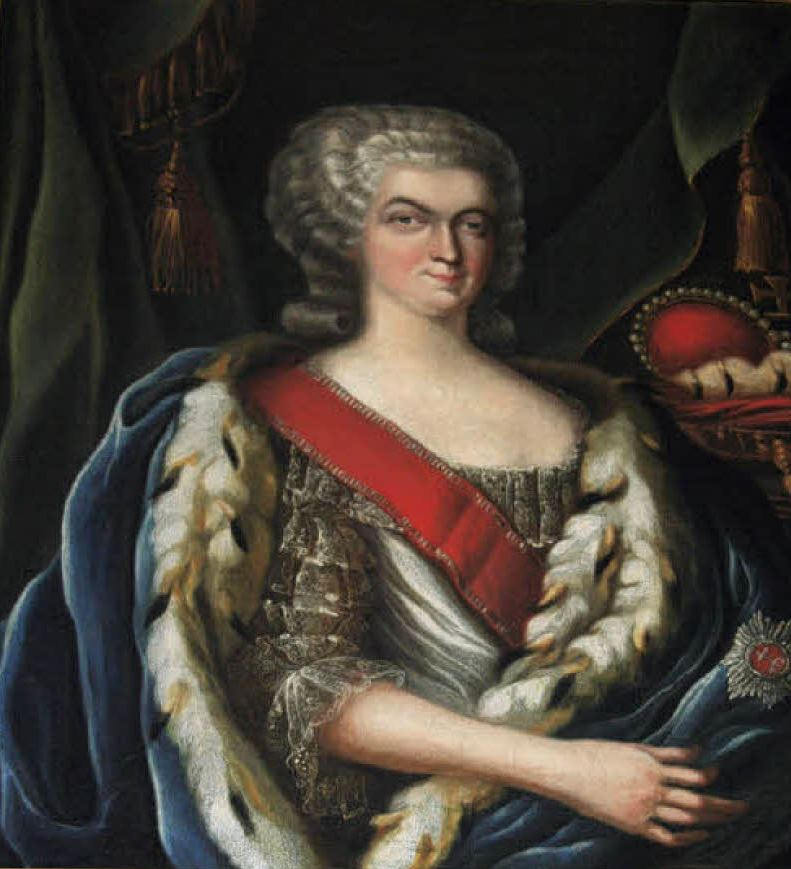
Amalia, prima Dama del Baden

Dopo la morte della suocera, avvenuta nel 1783, Amalia divenne la prima Dama della corte del Baden. Dopo la morte del marito, nel 1801, conservò tale rango sino al 1806, allorché Stefania di Beauharnais sposò suo figlio Carlo. Nel 1801 la margravia ed il marito visitarono in Russia la figlia Luisa e in Svezia, nel settembre dello stesso anno, l'altra figlia Federica. Durante la visita alla corte svedese Amalia venne descritta come una donna spiritosa, intelligente, corretta e totalmente dominante il marito. La coppia visitò il castello di Drottningholm e Gripsholm. Durante questo periodo Amalia divenne grande amica della duchessa Carlotta di Holstein-Oldenburg, che era disprezzata dal re, suo genero, e rimproverò la figlia per le maniere rigide e poco amichevoli dimostrate in pubblico.

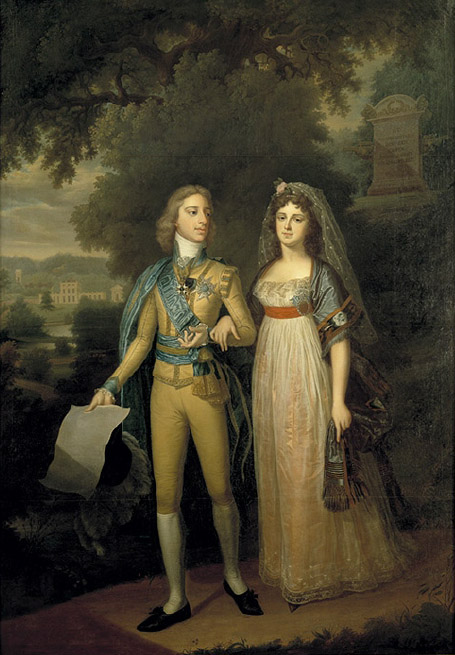
Gustavo IV Adolfo di Svezia e Federica di Baden

Il marito morì in Svezia a causa di un incidente e questo indusse la vedova a rimanere con la sua famiglia in Svezia sino al maggio 1802. Poco prima della sua partenza, Amelia venne introdotta nella società segreta guidata da Adolf Boheman, che affermava di averla costituita come un ramo della Massoneria. Durante la sua visita in Russia ed in Svezia Amalia si sforzò inoltre di far riconciliare i suoi due generi, Gustavo ed Alessandro. Nel 1803 ella ricevetta Federica e Gustavo in Baden e durante tale visita si disse che ebbe la possibilità di influenzare il genero, mostrandosi al riguardo amabile e divertente, dimostrando un grande interesse per la politica e concordando con le opinioni di Gustavo. Di lei si disse: "la margravia di Baden potrebbe avere un desiderio di potere ed un'abilità superiori a quella di Caterina II.

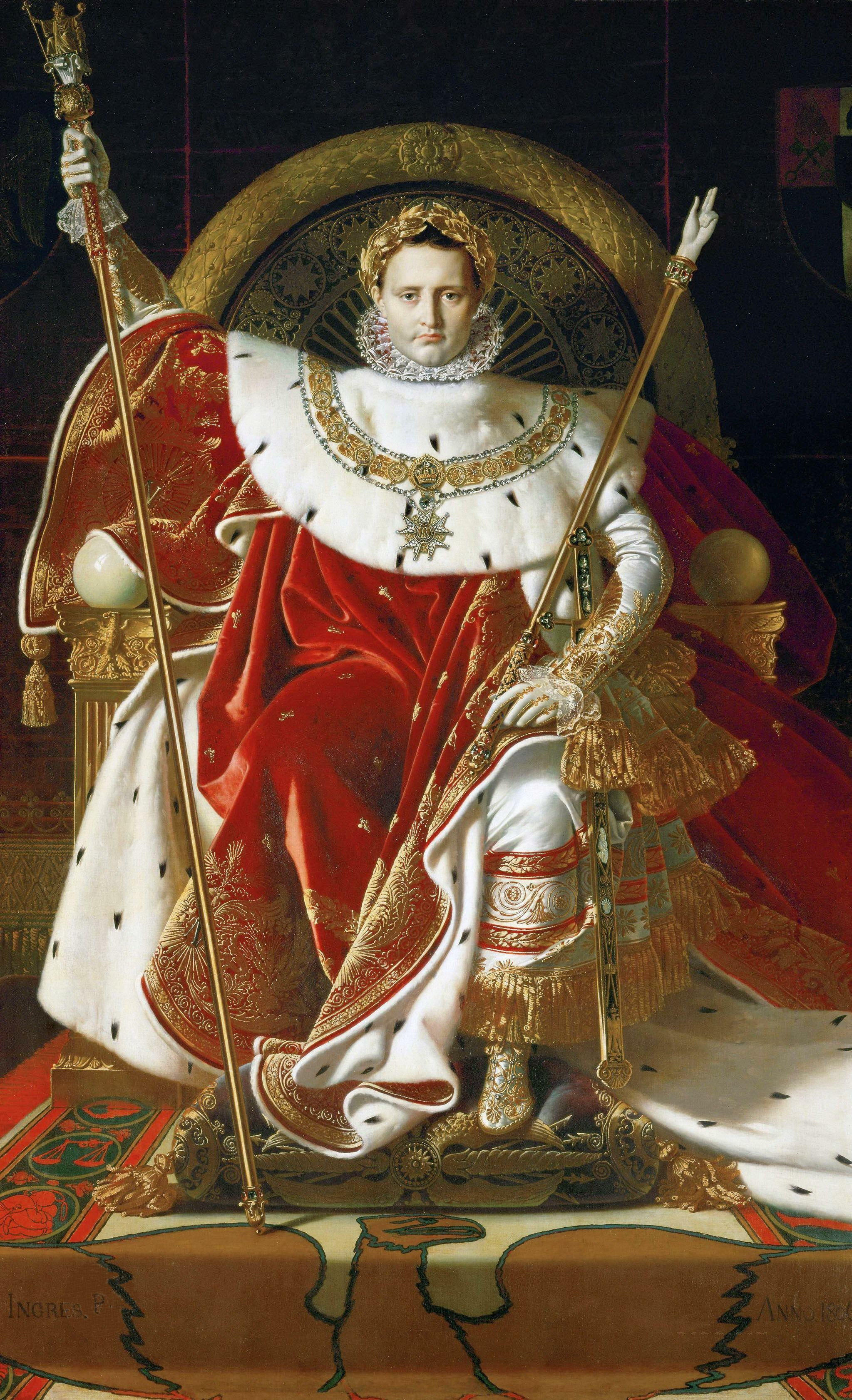
Napoleone Imperatore

Amelia, essendo avversa a Napoleone, aveva tentato dapprima d'impedire il matrimonio di suo figlio con una nipote di Bonaparte, e più tardi quello con Stefania, che era sua figlia adottiva. Ella non fu in buoni rapporti né con la sua nuova nuora e neanche con la seconda moglie del suocero, Luisa Carolina di Hochberg, cosa che l'indusse a spostarsi nel castello di Bruchsal, che dal 1803 era divenuto proprietà degli Zähringen.

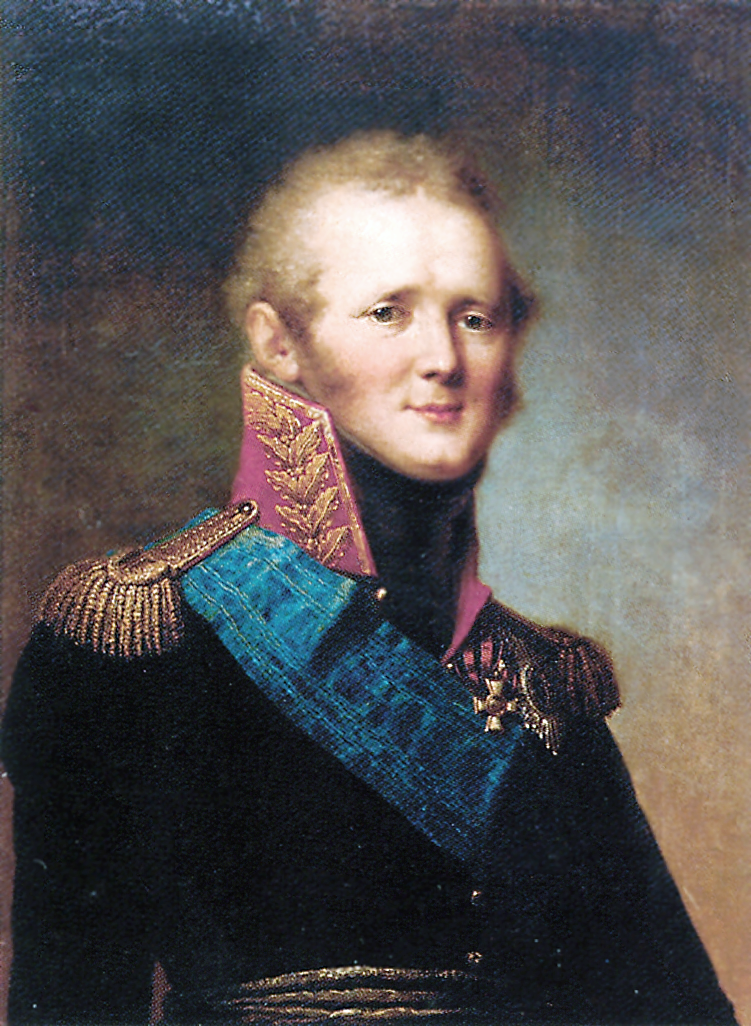
Alessandro I di Russia in un dipinto del 1825

Napoleone le concesse l'ex residenza del Principe-Vescovo di Spira, situata a Bruchsal - attribuita al Baden nel 1803 - quale sua sede vedovile. Inoltre Amalia ottenne un appannaggio annuale di 120 000 fiorini. Ella fissò la propria sede estiva nel castello di Rohrbach, ad Heidelberg, che le era stato donato da suo genero Massimiliano I Giuseppe di Baviera. Qui ricevette le visite dello zar Alessandro I, che era un altro suo gènero, dell'imperatore Francesco I e di Goethe.

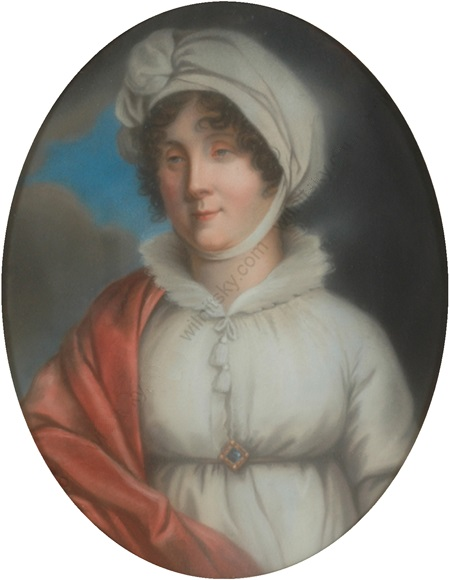
Amalia in un ritratto a pastello di Johann Christian August Schwartz

Nel 1807 Amalia mandò a sua figlia Federica una lettera, inviatale dalla figlia Elisabetta, nel tentativo, risultato peraltro fallimentare, d'indurla ad untilizzare la sua influenza sul marito per indurlo a concludere una pace con la Francia. Nel 1809, la margravia accolse Federica e la sua famiglia dopo che il genero era stato deposto dal trono svedese. Nel 1811 tentò di persuadere Gustavo Adolfo a non divorziare da Federica, ma quando divenne evidente che questa era la sola possibilità, Amelia si attivò per ottenere l'indipendenza economica della figlia e la custodia dei nipoti. Nel 1815 suo nipote Gustavo di Svezia venne dichiarato "Principe di Svezia", con un annuncio effettuato dalla corte di Baden, il che causò proteste da parte di Jean Baptiste Bernadotte, che credeva che Gustavo fosse stato ispirato in tale suo gesto da Amalia, nota per la sua reputazione d'intrigante, in un tentativo d'assicurare un trono al nipote.

### Ultimi anni e morte

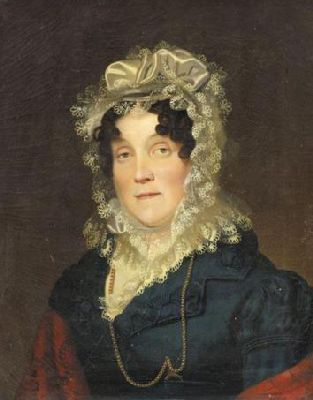
Amalia ritratta in tarda età

Amalia contribuì inoltre, durante il Congresso di Vienna, con la sua forte influenza sul genero Alessandro I, a garantire che il Granducato di Baden creato da Napoleone rimanesse in piedi senza subire perdite territoriali, mantenendo anzi le acquisizioni conseguite durante l'era napoleonica.
Morì a Bruchsal a 78 anni, dopo essere sopravvissuta a suo marito ed a sei dei loro otto figli.

## Discendenza
Amalia Federica è passata alla storia come "la Suocera d'Europa", perché esercitò intelligentemente, grazie alle sue figlie, un autorevole influsso sulle corti principesche presso cui esse erano state sposate. Ella diede al marito i seguenti figli:
- le gemelle:
  - Amalia Cristiana, nata il 13 luglio 1776 e morta il 26 ottobre 1823;
  - Carolina, nata il 13 luglio 1776 e morta il 13 novembre 1841, sposò nel 1797 il re Massimiliano I di Baviera (1756-1825);
- Luisa, nata il 24 gennaio 1779 e morta il 16 maggio 1826, sposò nel 1793 Alessandro (1777-1825) futuro Zar di Russia;
- Federica, nata il 12 marzo 1781 e morta il 25 settembre 1826, sposò nel 1797 il re Gustavo IV Adolfo di Svezia (1778-1837), divorziarono nel 1812;
- Maria, nata il 7 settembre 1782 e morta il 29 aprile 1808, sposò nel 1802 il duca Federico Guglielmo di Brunswick (1771-1815);
- Carlo Federico, nato il 13 settembre 1784 e morto il 1º marzo 1785;
- Carlo, nato l'8 giugno 1786 e morto l'8 dicembre 1818, futuro Secondo Granduca di Baden, sposò nel 1806 Stefania di Beauharnais (1789-1860);
- Guglielmina, nata il 10 settembre 1788 e morta il 27 gennaio 1836, sposò nel 1804 il granduca Luigi II d'Assia (1777-1848).

## Ascendenza
|                                                |                                                    |                                                   | Genitori                                  |  |  | Nonni |  |  | Bisnonni                        |  |  | Trisnonni                  |  |
|                                                |                                                    |                                                   |                                           |  |  |       |  |  | Ernesto Luigi d'Assia-Darmstadt |  |  | Luigi VI d'Assia-Darmstadt |  |
|                                                |                                                    |                                                   |                                           |  |  |       |  |  | Ernesto Luigi d'Assia-Darmstadt |  |  | Luigi VI d'Assia-Darmstadt |  |
|                                                |                                                    | Elisabetta Dorotea di Sassonia-Gotha-Altenburg    |                                           |  |  |       |  |  | Ernesto Luigi d'Assia-Darmstadt |  |  |                            |  |
| Luigi VIII d'Assia-Darmstadt                   |                                                    |                                                   |                                           |  |  |       |  |  | Ernesto Luigi d'Assia-Darmstadt |  |  |                            |  |
|                                                |                                                    | Dorotea Carlotta di Brandeburgo-Ansbach           | Alberto II di Brandeburgo-Ansbach         |  |  |       |  |  |                                 |  |  |                            |  |
|                                                |                                                    | Dorotea Carlotta di Brandeburgo-Ansbach           | Alberto II di Brandeburgo-Ansbach         |  |  |       |  |  |                                 |  |  |                            |  |
|                                                |                                                    | Dorotea Carlotta di Brandeburgo-Ansbach           | Sofia Margherita di Oettingen-Oettingen   |  |  |       |  |  |                                 |  |  |                            |  |
| Luigi IX d'Assia-Darmstadt                     |                                                    | Dorotea Carlotta di Brandeburgo-Ansbach           |                                           |  |  |       |  |  |                                 |  |  |                            |  |
|                                                |                                                    | Giovanni Reinardo III di Hanau-Lichtenberg        | Giovanni Reinardo II di Hanau-Lichtenberg |  |  |       |  |  |                                 |  |  |                            |  |
|                                                |                                                    | Giovanni Reinardo III di Hanau-Lichtenberg        | Giovanni Reinardo II di Hanau-Lichtenberg |  |  |       |  |  |                                 |  |  |                            |  |
|                                                |                                                    | Giovanni Reinardo III di Hanau-Lichtenberg        | Anna Maddalena di Birkenfeld-Bischweiler  |  |  |       |  |  |                                 |  |  |                            |  |
| Carlotta di Hanau-Lichtenberg                  |                                                    | Giovanni Reinardo III di Hanau-Lichtenberg        |                                           |  |  |       |  |  |                                 |  |  |                            |  |
|                                                |                                                    | Dorotea Federica di Brandeburgo-Ansbach           | Giovanni Federico di Brandeburgo-Ansbach  |  |  |       |  |  |                                 |  |  |                            |  |
|                                                |                                                    | Dorotea Federica di Brandeburgo-Ansbach           | Giovanni Federico di Brandeburgo-Ansbach  |  |  |       |  |  |                                 |  |  |                            |  |
|                                                |                                                    | Dorotea Federica di Brandeburgo-Ansbach           | Giovanna Elisabetta di Baden-Durlach      |  |  |       |  |  |                                 |  |  |                            |  |
| Amalia d'Assia-Darmstadt                       |                                                    | Dorotea Federica di Brandeburgo-Ansbach           |                                           |  |  |       |  |  |                                 |  |  |                            |  |
|                                                | Cristiano II del Palatinato-Zweibrücken-Birkenfeld | Cristiano I del Palatinato-Birkenfeld-Bischweiler |                                           |  |  |       |  |  |                                 |  |  |                            |  |
|                                                | Cristiano II del Palatinato-Zweibrücken-Birkenfeld | Cristiano I del Palatinato-Birkenfeld-Bischweiler |                                           |  |  |       |  |  |                                 |  |  |                            |  |
|                                                | Cristiano II del Palatinato-Zweibrücken-Birkenfeld | Maddalena Caterina del Palatinato-Zweibrücken     |                                           |  |  |       |  |  |                                 |  |  |                            |  |
| Cristiano III del Palatinato-Zweibrücken       | Cristiano II del Palatinato-Zweibrücken-Birkenfeld |                                                   |                                           |  |  |       |  |  |                                 |  |  |                            |  |
|                                                |                                                    | Caterina Agata di Rappoltstein                    | Giovanni Giacobbe di Rappoltstein         |  |  |       |  |  |                                 |  |  |                            |  |
|                                                |                                                    | Caterina Agata di Rappoltstein                    | Giovanni Giacobbe di Rappoltstein         |  |  |       |  |  |                                 |  |  |                            |  |
|                                                |                                                    | Caterina Agata di Rappoltstein                    | Anna Claudia di Salm                      |  |  |       |  |  |                                 |  |  |                            |  |
| Carolina del Palatinato-Zweibrücken-Birkenfeld |                                                    | Caterina Agata di Rappoltstein                    |                                           |  |  |       |  |  |                                 |  |  |                            |  |
|                                                |                                                    | Luigi Crato di Nassau-Saarbrücken                 | Gustavo Adolfo di Nassau-Saarbrücken      |  |  |       |  |  |                                 |  |  |                            |  |
|                                                |                                                    | Luigi Crato di Nassau-Saarbrücken                 | Gustavo Adolfo di Nassau-Saarbrücken      |  |  |       |  |  |                                 |  |  |                            |  |
|                                                |                                                    | Luigi Crato di Nassau-Saarbrücken                 | Eleonora Clara di Hohenlohe-Neuenstein    |  |  |       |  |  |                                 |  |  |                            |  |
| Carolina di Nassau-Saarbrücken                 |                                                    | Luigi Crato di Nassau-Saarbrücken                 |                                           |  |  |       |  |  |                                 |  |  |                            |  |
|                                                |                                                    | Filippina Enrichetta di Hohenlohe-Langenburg      | Enrico Federico di Hohenlohe-Langenburg   |  |  |       |  |  |                                 |  |  |                            |  |
|                                                |                                                    | Filippina Enrichetta di Hohenlohe-Langenburg      | Enrico Federico di Hohenlohe-Langenburg   |  |  |       |  |  |                                 |  |  |                            |  |
|                                                |                                                    | Filippina Enrichetta di Hohenlohe-Langenburg      | Giuliana Dorotea di Castell-Remlingen     |  |  |       |  |  |                                 |  |  |                            |  |
|                                                |                                                    | Filippina Enrichetta di Hohenlohe-Langenburg      |                                           |  |  |       |  |  |                                 |  |  |                            |  |